# فاتن سعيد
فاتن سعيد ممثلة مصرية من مواليد محافظة دمياط.

## حياتها
ولدت فاتن سعيد بمحافظة دمياط في مصر، وتخرجت في كلية الطب بجامعة القاهرة، ثم التحقت بالدراسة في أكاديمية الفنون بالمعهد العالي للفنون المسرحية، وتخصصت في قسم التمثيل والإخراج.

## مسيرتها الفنية
بدأت فاتن سعيد مسيرتها الفنية من خلال المسرح الجامعة قبل أن تلتحق بالمعهد العالي للفنون المسرحية وتشارك في عدد من العروض المسرحية، ثم جاءت انطلاقتها الفنية الحقيقية في عام 2023 مع ظهورها التليفزيوني الأول من خلال مُشاركتها في مسلسل رسالة الإمام حيث لعبت دور ابنة الإمام الشافعي.

## أعمالها

### المسلسلات
- رسالة الإمام: أنتج عام 2023، ولعبت فيه دور «فاطمة الشافعي».
- العتاولة: أنتج عام 2024، ولعبت فيه دور «نورا».
- ظلم المصطبة: أنتج عام 2025، ولعبت فيه دور «رحاب».[1]
- لام شمسية: أنتج عام 2025، ولعبت فيه دور «سمية».
- قهوة المحطة: أنتج عام 2025، ولعبت فيه دور «شروق».[3]

## وصلات خارجية
- صفحة الممثلة على قاعدة بيانات الأفلام العربية
- صفحة الممثلة على قاعدة بيانات الأفلام على الإنترنت